# Ophiomitrella exilis
Ophiomitrella exilis är en ormstjärneart som beskrevs av Jean Baptiste François René Koehler 1922. Ophiomitrella exilis ingår i släktet Ophiomitrella och familjen knotterormstjärnor. Inga underarter finns listade i Catalogue of Life.